# 김해 원지리 고분군
김해 원지리 고분군(金海 元支里 古墳群)은 대한민국 경상남도 김해시 주촌면 원지리에 있는, 김해 지역에서 봉분이 가장 큰 고총고분이다. 2018년 5월 3일 경상남도의 기념물 제290호로 지정되었다.

## 지정 사유
김해 원지리 고분군은 현재까지 확인된 김해 지역에서 봉분이 가장 큰 고총고분으로 알려져 있다.
원지리 3호 고분의 발굴조사 결과, 금관가야 후기(6세기 전반)의 대형 고분으로 확인되었으며, 내부주체 역시 김해지역에서 드물게 발견되는 횡구식 석실로 밝혀졌다. 지금까지 금관가야의 전성기 고분군(3~5세기)은 다수 확인되었으나 가야 쇠퇴기인 금관가야 후기(6세기 전반)의 고분군은 희소하다.
김해 원지리 고분군은 가야 쇠퇴기의 역사와 문화를 집약적으로 보여주는 귀중한 유적이므로 경상남도 기념물로 지정한다.

## 참고 문헌
- 김해 원지리 고분군 - 국가유산청 국가유산포털